# Município de Marion (condado de Hancock, Ohio)
O município de Marion (em inglês: Marion Township) é um município localizado no condado de Hancock no estado estadounidense de Ohio. No ano de 2010 tinha uma população de 2.759 habitantes e uma densidade populacional de 43,5 pessoas por km².

## Geografia
O município de Marion encontra-se localizado nas coordenadas 41° 01′ 45″ N, 83° 35′ 06″ O. Segundo a Departamento do Censo dos Estados Unidos, o município tem uma superfície total de 63.42 km², da qual 60,09 km² correspondem a terra firme e (5,25 %) 3,33 km² é água.

## Demografia
Segundo o censo de 2010, tinha 2.759 habitantes residindo no município de Marion. A densidade populacional era de 43,5 hab./km². Dos 2.759 habitantes, o município de Marion estava composto pelo 96,59 % brancos, o 0,36 % eram afroamericanos, o 1,81 % eram asiáticos, o 0,65 % eram de outras raças e o 0,58 % eram de uma mistura de raças. Do total da população o 1,96 % eram hispanos ou latinos de qualquer raça.